# Leipziger Prozesse

Der als Kriegsverbrecher angeklagte Generalleutnant Karl Stenger (1859–1928) verlässt am 2. Juli 1921 das Leipziger Reichsgerichtsgebäude. Sein Prozess fand vom 29. Juni bis zum 7. Juli 1921 statt und endete mit einem Freispruch.

Als Leipziger Prozesse werden die zwischen 1921 und 1927 vor dem Reichsgericht in Leipzig abgehaltenen Strafverfahren zur Aufarbeitung deutscher Kriegsverbrechen im Ersten Weltkrieg bezeichnet.

## Ausgangslage
Der Prozess der Kodifizierung des Kriegsvölkerrechts mündete in die Haager Landkriegsordnung (HLKO), die das Deutsche Reich 1907 unterzeichnete. Obwohl die meisten europäischen Staaten diese bis 1911 in nationales Recht überführt hatten, leisteten die alten Eliten Widerstand, die Regeln auch im nationalen Militärrecht zu verankern. Die deutsche Heeresleitung machte in der Vorkriegszeit aus ihrer Verachtung für die „Sentimentalität und weichliche  Gefühlsschwärmerei“ keinen Hehl.
Bereits unmittelbar nach Kriegsbeginn, nachdem das Deutsche Reich nach einem völkerrechtswidrigen Ultimatum in das neutrale Belgien einmarschiert und angesichts des unerwarteten Widerstandes dort mit äußerster Härte gegen die Zivilbevölkerung vorgegangen war (Massaker von Dinant, Zerstörung der Universitätsstadt Löwen), erhoben die Alliierten schwere Vorwürfe gegen die deutsche Kriegsführung und verwendeten dabei das propagandistisch wirkungsvolle Schlagwort „Rape of Belgium“. Das deutsche Heer hatte in Belgien und Nordfrankreich zwischen August und Oktober 1914 über 6.000 Zivilisten getötet und zahlreiche Ortschaften und Städte ganz oder teilweise zerstört. Sehr schnell setzte sich in der westlichen Welt das Bild des Krieges als eines Abwehrkampfes der Zivilisation gegen die Barbarei der als „Hunnen“ gezeichneten Deutschen durch. Weitere weltweit beachtete Vorfälle wie die Versenkung der Lusitania im Mai 1915 und der seit 1917 als Antwort auf die britische „Hungerblockade“ uneingeschränkt geführte deutsche U-Boot-Krieg gegen zivile Handels- und Passagierschiffe verstärkten die Forderung nach einer Bestrafung der an Atrocities („Kriegsgreueln“), wie man die Taten im Ausland nannte, beteiligten deutschen Heerführer und Soldaten nach Kriegsende.
Nach dem Waffenstillstand von Compiègne am 11. November 1918 gewährten die Alliierten den deutschen Beteiligten nicht die bis dahin übliche Amnestie für im Krieg begangene Übergriffe. Hierfür waren nicht nur die begangenen Taten und der insgesamt neuartige Charakter des Krieges als eine „Industrie des Tötens“ ausschlaggebend, sondern die Überzeugung der Alliierten, Deutschland trage die alleinige Schuld am Kriegsausbruch („Kriegsschuldfrage“) und müsse als Verursacher der im Krieg begangenen Grausamkeiten zur Verantwortung gezogen werden. Diese Einseitigkeit, die Fehlverhalten auf alliierter Seite ausschloss und die deutsche Kriegsführung insgesamt als verbrecherisch kennzeichnete, erschien deutschen Vertretern unerträglich, sodass die Pläne zur Verfolgung deutscher Kriegsverbrecher in Deutschland selbst als ungerechte Provokation seitens der ehemaligen Feinde betrachtet und von praktisch allen politischen Lagern entrüstet zurückgewiesen wurden.

### Vertrag von Versailles

#### Strafbestimmungen
Der Friedensvertrag enthielt in Teil VII Strafbestimmungen, welche die öffentliche Anklageerhebung gegen den ehemaligen deutschen Kaiser vor einem besonderen alliierten Gerichtshof wegen „schwerster Verletzung der internationalen Moral und der Heiligkeit der Verträge“ vorsahen. Damit war insbesondere die Verletzung der Neutralität Belgiens gemeint. Die niederländische Regierung sollte Wilhelm II. zum Zwecke seiner Aburteilung aus seinem Exil ausliefern.
Bei einer Verurteilung sollte das Gericht die Strafe bestimmen, deren Verhängung es für angemessen erachtet (Art. 227). Der Gerichtshof sollte aus fünf Richtern bestehen, die jeweils von den Vereinigten Staaten von Amerika, Großbritannien, Frankreich, Italien und Japan zu ernennen waren, sich bei seinem Urteil „von den höchsten Grundsätzen der internationalen Politik“ leiten lassen und besorgt sein, „die Achtung der feierlichen Verpflichtungen und der internationalen Verträge sowie der internationalen Moral“ zu sichern.
Nach Art. 228, 229 konnten die Alliierten auch sonstige Personen wegen „gegen die Gesetze und Gebräuche des Krieges“ verstoßenden Handlungen vor ihre nationalen Militärgerichte stellen. Alle beschuldigten Personen sollten von Deutschland ausgeliefert werden, falls die Alliierten einen entsprechenden Antrag stellten. In Art. 230 des Vertrags verpflichtete sich die deutsche Regierung, Urkunden und Auskünfte zu liefern, die „zur vollständigen Aufklärung der verfolgten Taten, zur Ermittlung der Schuldigen und zur erschöpfenden Würdigung der Schuldfrage für erforderlich erachtet“ würden.
Ein erster Entwurf der Auslieferungsliste enthielt etwa 3.000 Namen, wurde aber aus Rücksicht auf die erwartete Rezeption in Deutschland deutlich ausgedünnt. Am 3. Februar 1920 legten die europäischen Alliierten eine Liste mit 854 Personen vor, die sie ausgeliefert haben wollten. Darunter befanden sich der ehemalige Reichskanzler Bethmann Hollweg, Generalfeldmarschall Paul von Hindenburg und General Erich Ludendorff sowie Admiral Alfred von Tirpitz.

## Strafverfolgung vor dem Reichsgericht

### Entstehung der Probeliste
Am 13. November 1918 wurde vom Rat der Volksbeauftragten eine Verordnung zur Prüfung der Behandlung von Kriegsgefangenen erlassen, im August 1919 erfolgte die Einsetzung eines Untersuchungsausschusses zur Prüfung, ob das Völkerrecht verletzt worden sei.
Im Dezember 1919 wurde von der Nationalversammlung das „Gesetz zur Verfolgung von Kriegsverbrechen und Kriegsvergehen“, ergänzt 1920 und 1921, über die letztinstanzliche Zuständigkeit des Reichsgerichts für Verbrechen und Vergehen, die ein Deutscher im In- oder Ausland gegen feindliche Staatsangehörige oder feindliches Vermögen begangen hat, verabschiedet.
Die Auslieferungsforderungen der Alliierten stießen ungeachtet der Vertragsbestimmungen in weiten Teilen der deutschen Bevölkerung auf Ablehnung. Reichspräsident Friedrich Ebert sprach von der „schwerste[n] aller Forderungen“, die abzuwehren Aufgabe der Regierung sei. Die Prozesse galten als ehrenrührig und als nationale Schmach, da alliierte Kriegsverbrechen wie der Einsatz von chemischen Waffen, die britische Seeblockade oder der Hungertod deutscher Kriegsgefangener nicht thematisiert wurden. Eine deutsche „Gegenliste“ zur Ahndung französischer Kriegsverbrechen entstand.
Auswärtiges Amt und deutsches Heer weigerten sich, an der Auslieferung vermeintlicher Kriegsverbrecher mitzuwirken, und die deutsche Regierung sah Loyalitätskonflikte bei den Exekutivorganen voraus. Durch deutsche Zugeständnisse an anderer Stelle und nach Einlenken insbesondere des britischen Premierministers Lloyd George erklärten sich die Alliierten im Februar 1920 gegenüber der Reichsregierung mit der Durchführung von Probeprozessen gegen 45 namentlich genannte Beschuldigte einverstanden.
Das Reichsgericht musste danach prüfen, ob eine Kriegshandlung durch das Kriegsrecht gerechtfertigt wurde und ob ein Verstoß gegen deutsches Strafrecht vorlag. Hatte der Beschuldigte vorsätzlich oder fahrlässig gehandelt, war sein Tun strafbar, wenn nicht zu seinen Gunsten § 47 MStGB griff, der das Handeln auf Befehl regelte.

### Durchgeführte Verfahren
Die Anklage vor dem Reichsgericht vertrat in der Regel Oberreichsanwalt Ludwig Ebermayer, und es kam zu zehn Prozessen, in denen siebzehn Offiziere und ein Soldat beschuldigt wurden, Kriegsverbrechen begangen zu haben. Am 23. Mai 1921 eröffnete Senatspräsident Heinrich Schmidt den ersten Prozess. Die Urteile ließen keinen Zweifel, dass die richterliche Neutralität dort endete, wo politische Interessen oder die nationale Ehre auf dem Spiel standen. In der Mehrheit der Fälle wurde die Voreingenommenheit hinter legalen Formalitäten verborgen. Während die sorgfältig ausgewählten vier britischen Fälle ausführlich behandelt wurden, stießen die weniger gut belegten französischen und belgischen Fälle auf entschiedenen Widerstand der Staatsanwälte und Richter, so dass die beiden Beobachtermissionen dieser Staaten nach den ersten Freisprüchen abreisten. Von den 861 Fällen, die bis 1927 vom Reichsgericht behandelt wurden, endeten nur 13 mit einer Verurteilung.

#### Erschießung von Gefangenen und Verwundeten
Generalleutnant Karl Stenger (1859–1928), der 1914 Kommandeur der 58. Infanterie-Brigade gewesen war, wurde beschuldigt, er habe seiner Truppe befohlen, alle französischen Gefangenen und Verwundeten zu töten. Mitangeklagt war auch der Major Benno Crusius, welcher als Hauptmann Führer der 3. Kompanie des Infanterie-Regiments 112 war. Crusius war bei der Befehlsausgabe anwesend und wurde wegen fahrlässiger Tötung zu zwei Jahren Gefängnis verurteilt, da er zugab, den mündlichen Brigadebefehl Stengers, keine Gefangenen zu machen, ohne Prüfung an die ihm unterstellten Kompanien weitergegeben zu haben und bestritt nicht die Ausführung von Tötungen.

#### Versenkung des LazarettschiffsDover Castle
Im Fall des Angriffs auf das Lazarettschiff Dover Castle wurde der geständige Kapitänleutnant Karl Neumann freigesprochen, da auf Anweisung der deutschen Admiralität die feindlichen Hospitalschiffe im Mittelmeer wegen angeblichen Missbrauchs durch die Alliierten zu Kriegsschiffen erklärt worden waren und er von der Rechtmäßigkeit des Befehls und seiner Ausführung ausgehen konnte.

#### Versenkung des LazarettschiffsLlandovery Castle

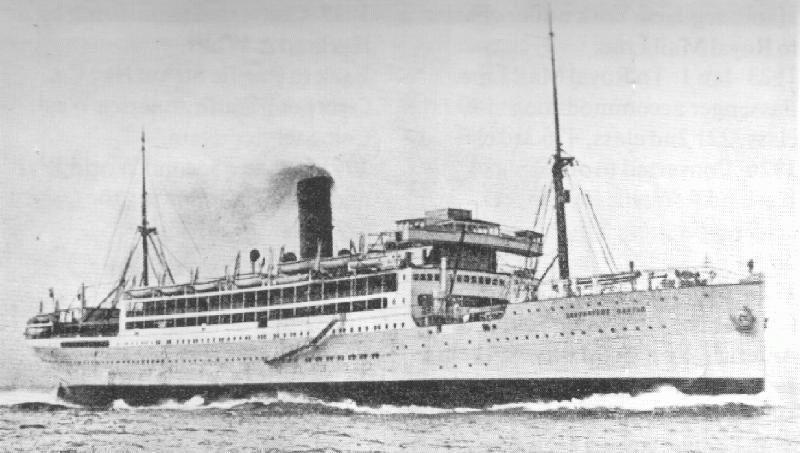
Llandovery Castle 1914 (als Lazarettschiff 1918 von U 86 versenkt)

Dagegen wurden die wegen Mithilfe an der Beschießung von Rettungsbooten bei der Versenkung des Lazarettschiffs Llandovery Castle beschuldigten Seeoffiziere Ludwig Dithmar (1892–) und John Boldt (1895–1931) wegen Beihilfe zum Totschlag bei der Tötung von Überlebenden zu jeweils vier Jahren Gefängnis verurteilt – anstelle des eigentlich angeklagten, aber flüchtigen Kommandanten Helmut Patzig. Zur Begründung erklärte das Reichsgericht, das Verbot der Tötung von wehrlosen Feinden und Schiffbrüchigen sei als einfache und allgemein bekannte völkerrechtliche Regel zu betrachten, über deren Anwendbarkeit kein Tatsachenzweifel bestehen könne, sodass sich die Angeklagten nicht auf den Befehl ihres Vorgesetzten berufen konnten. Im Mai 1928 wurden Dithmar und Boldt in einem Wiederaufnahmeverfahren vor dem Reichsgericht freigesprochen; das Verfahren gegen Patzig wurde im März 1930 eingestellt.

#### Weitere Verfahren
Dem Generalmajor Benno Kruska und Generalleutnant Hans von Schack wurde vorgeworfen, die Ausbreitung einer Typhusepidemie unter Kriegsgefangenen nicht verhindert zu haben und damit für den Tod Tausender verantwortlich zu sein. Oberleutnant Adolf Laule, 1914 in der Brigade Stengers eingesetzt, wurde die Tötung eines französischen Kriegsgefangenen vorgeworfen. Unteroffizier Max Ramdohr soll belgische Kinder gefangen gehalten und gequält haben.
Das Reichsgericht führte zunächst einen Prozess gegen die drei ehemaligen Pioniere Dietrich Lottmann, Paul Niegel und Paul Sangershausen. Die Angeklagten wurden im Januar 1921 wegen Plünderungen in Belgien zu mehrjährigen Zuchthausstrafen verurteilt.
In drei weiteren Verfahren, deren Gegenstand die Misshandlung englischer Kriegsgefangener durch die Lageraufseher Karl Heynen, Emil Müller und Robert Neumann war, kam es aufgrund der Beweislage zur Verurteilung von zweimal sechs und einmal zehn Monaten Gefängnis.
Die Anklage gegen den ehemaligen Kommandeur des preußischen Garde-Reserve-Schützen-Bataillons, Walter Siegfried Bronsart von Schellendorff, der als Mitverantwortlicher für das Massaker von Andenne vom 19. und 20. August 1914 angeschuldigt wurde, weil er den Befehl gegeben haben soll, bei der Durchsuchung der Häuser des Ortes alle männlichen Einwohner wehrfähigen Alters ohne Weiteres mit Äxten und Bajonetten zu töten, wurde trotz belastender Zeugenaussagen nicht zum Verfahren zugelassen. Er behauptete, die Soldaten hätten ihn falsch verstanden.

### Prozessergebnisse
Von den etwa 900 deutschen Militär- und Zivilpersonen, deren Auslieferung von den Alliierten ursprünglich verlangt worden war, sowie einigen hundert weiteren Beschuldigten, gegen welche die deutschen Behörden 1920 von sich aus Ermittlungen eingeleitet hatten, um Deutschlands guten Willen zu demonstrieren, wurden letztlich nur zehn zu Freiheitsstrafen zwischen sechs Monaten und fünf Jahren verurteilt und sieben (zum Teil wegen Mangels an Beweisen) freigesprochen. Alle anderen Verfahren endeten mit einem Einstellungsbeschluss, der letzte erging 1931. Die Unterschiede zwischen der deutschen und der internationalen Auffassung von Kriegsrecht, zum Beispiel im Hinblick auf die sogenannte Kriegsnotwendigkeit, die Behandlung von Zivilisten und Partisanen oder von Kriegsgefangenen, traten dabei deutlich zutage. Einige Verurteilungen wurden später wieder aufgehoben.
Infolgedessen wurden in Belgien und Frankreich ab 1922 Hunderte von Deutschen in Abwesenheit vor ihren nationalen Gerichten angeklagt und verurteilt, da man die Spruchpraxis des Reichsgerichts als Farce empfand. Das Reichsjustizministerium wies die Reichsanwaltschaft an, alle in Frankreich und Belgien begonnenen Verfahren in Deutschland mit Einstellungen enden zu lassen. So wurden bis 1927 etwa 1.700 Fälle durch das Leipziger Reichsgericht ausgesetzt.
Die Haltung der deutschen Justiz brachte der sozialdemokratische Rechtspolitiker und ehemalige Reichsminister der Justiz Gustav Radbruch, der an der Abwicklung der Verfahren beteiligt war, in seinen Lebenserinnerungen zum Ausdruck:

„Eine schwere Belastung des Reichsgerichts waren die Kriegsverbrecherprozesse. Sie mussten während meiner Amtszeit zunächst dilatorisch behandelt werden. (…) Als … der oberste Rat (der Alliierten) sein Désintéressement an dem weiteren Verlauf der Kriegsverbrecherprozesse deutlich zu erkennen gab, fiel für uns jeder Grund zu einer weiteren dilatorischen Behandlung fort. Nun wurden die zahlreichen auf haltlose Beschuldigungen gegründeten Verfahren … eingestellt.“

## Rezeption
Im Ausland wurden die Prozesse als „juristische Farce“ aufgenommen und die New York Times wies darauf hin, dass einige einfache Soldaten und niederrangige Offiziere durch das Gericht für die Armee und Nation als Sündenböcke abgeurteilt worden wären. Die deutsche Presse geißelte die Prozesse als Komödien, bei denen die deutsche Ehre weiter beschädigt werden sollte und die durch das Wachhalten der Erinnerung an die Kriegsgräuel den Friedensprozess gestört hätten.
England hielt den Richtern zugute, sie hätten ihre schwierige Pflicht ohne jegliche Parteinahme erfüllt („performed their difficult task without fear or favour“). Die verhängten Strafen seien zwar viel zu milde, doch müssten sie an ihrem Stellenwert innerhalb Deutschlands gemessen werden („far too light, but […] they must be estimated according to their values in Germany“). Die alliierten Prozessbeobachter hingegen verließen Leipzig.
Die Leipziger Prozesse gelten in der Forschung gemeinhin als Misserfolg, der kaum Beachtung verdiene oder als bloßer „Prolog zu Nürnberg“. Die milden Haftstrafen verbunden mit vorzeitigen Entlassungen und Begnadigungen sprächen für sich, lege man einen gewissen Abschreckungseffekt von Strafprozessen als Maßstab an die Leipziger Prozesse an.
Die nationale Justiz war tatsächlich nicht geeignet, eigene Staatsangehörige als Kriegsverbrecher zu verfolgen. Begriffe wie „Kriegsverbrechen“ wurden jedoch erstmals von der deutschen Justiz erörtert und Rechtfertigungsmuster wie „Kriegsnotwendigkeit“ und „Handeln auf Befehl“ hinterfragt, auch wenn die deutsche Kriegsführung insgesamt gerechtfertigt wurde. So dokumentieren die Leipziger Prozesse die ersten Anfänge des modernen Völkerstrafrechts.
Da die Alliierten mit den Ergebnissen der Prozesse nicht zufrieden waren, wollte man die Bestrafung der deutschen Hauptkriegsverbrecher nach dem Zweiten Weltkrieg nicht mehr den Deutschen selbst überlassen, was 1945 zur Einsetzung des Internationalen Militärgerichtshofs führte.